# Кулемет Максима зразка 1910 року
Кулемет Максима зразка 1910 року (Індекс ГРАУ — 56-П-421) — станковий кулемет, варіант британського кулемета Максима, який широко використовувався російською і радянською арміями під час Першої світової і Другої світової війн. Кулемет використовувався для ураження відкритих групових цілей і вогневих засобів противника на відстані до 1000 м.

## Історія
Після успішної демонстрації кулемета в Швейцарії, Італії та Австро-Угорщині Гайрем Стівенс Максим приїхав в Росію з показовим зразком кулемета 45 калібру (11,43 мм).
У 1887 році пройшли випробування кулемета Максима під 10,67 мм патрон гвинтівки Бердана з димним порохом.
8 березня 1888 року з нього стріляв імператор Олександр III. Після випробувань, представники російського військового відомства замовили Максиму 12 кулеметів зразка 1895 року під 10,67—мм патрон гвинтівки Бердана.
Постачати кулемети Максима в Росію почало підприємство «Vickers, Sons & Maxim». Кулемети були доставлені в Санкт-Петербург в травні 1899 року. Новою зброєю зацікавився і російський військовий флот, він замовив ще два кулемети для проведення випробувань.
Надалі гвинтівка Бердана була знята з озброєння, і кулемети Максима були перероблені під 7,62 мм патрон російської гвинтівки Мосіна. У 1891—1892 рр. для випробувань були закуплені п'ять кулеметів під патрон 7,62х54 мм.
Для підвищення надійності роботи автоматики 7,62 мм кулемета в конструкцію був введений «дуловий прискорювач» — пристрій, призначений для використання енергії порохових газів, щоб збільшити силу віддачі. Передня частина ствола була потовщена для збільшення площі дульного зрізу а потім до водного кожуха був приєднаний ковпачок-надульник. Тиск порохових газів між дульним зрізом і ковпачком діяв на дуловий зріз ствола, штовхаючи його назад і допомагаючи йому швидше відкочуватися назад.
У 1901 році 7,62 мм кулемет Максима на колісному лафеті англійського зразка був прийнятий на озброєння сухопутних військ, протягом цього року в російську армію надійшло перші 40 кулеметів Максима. В цілому, протягом 1897—1904 років був куплений 291 кулемет.
Кулемет (маса якого на важкому лафеті з великими колесами і великим бронещитом становила 244 кг) віднесли в підпорядкування до артилерії. Кулемети планувалося використовувати для оборони фортець, для відбиття вогнем із заздалегідь обладнаних і захищених позицій масованих атак піхоти противника. Цей підхід може викликати подив: ще в ході Франко-пруської війни французькі мітральєзи, застосовані на артилерійський манер, тобто батареями, були придушені прусським контрартилерійским вогнем через очевидні переваги артилерії над дрібнокаліберною зброєю по далекобійності.
У березні 1904 року було підписано контракт про виробництво кулеметів Максима на Тульському збройовому заводі. Вартість виробництва тульського кулемета (942 рубля + 80 фунтів стерлінгів комісійної винагороди фірмі «Віккерс», всього близько 1700 рублів) була дешевша, ніж вартість придбання у англійців (2288 рублів 20 копійок за кулемет). У травні 1904 року на Тульському збройовому заводі почалося серійне виробництво кулеметів.
На початку 1909 року Головне артилерійське управління оголосило конкурс на модернізацію кулемета, в результаті якого в серпні 1910 року на озброєння був прийнятий модифікований варіант кулемета: 7,62 мм кулемет Максима зразка 1910 року, який пройшов модернізацію на Тульському збройовому заводі під керівництвом майстрів І. А. Шестакова, І. А. Рудакова і П. П. Третьякова. Зменшено вагу тіла кулемета і змінені деякі деталі: ряд деталей з бронзи замінили на сталеві, прицільні пристрої змінили для відповідності балістики патрона із загостреною кулею зразка 1908, змінили приймач, щоб він підходив під новий патрон, а також розширили отвір втулки надульника. Англійський колісний лафет був замінений на полегшений колісний станок А. А. Соколова, броньовий щит англійського зразка — на бронещит зменшених розмірів. Крім того, А. А. Соколов спроектував патронні коробки, двоколку для перевезення патронів, герметичні циліндри для ящиків з набоями.
Кулемет Максима зразка 1910 року зі станком важив 62,66 кг (а разом з рідиною, яку заливали в кожух для охолодження ствола — близько 70 кг).

## Механізм

Дуловий прискорювач

Автоматика кулемета працює на принципі використання віддачі ствола.
Будова кулемета Максима: ствол покритий зовні тонким шаром міді для запобігання від іржі. На ствол надітий кожух, який наповнюється водою для охолодження ствола. Вода наливається по трубці, з'єднаної з кожухом патрубком з краном. Для випуску води служить отвір, закритий нагвинчуваною пробкою. У кожусі є пароотвідна труба, по якій з нього виходить пар при стрільбі через отвір в дульній частині (закритий пробкою). На трубку надіта коротка, рухома трубка. При кутах піднесення вона опускається і закриває нижній отвір трубки, внаслідок чого вода не може потрапити в цю останню, а пар, що накопичився в верхній частині кожуха, буде входити через верхній отвір в трубку і далі вийде по трубці назовні. При кутах відміни станеться все навпаки.
До ствола приєднана рама, яка складається з двох планок. Передніми кінцями вона надіта на цапфи ствола, а задніми кінцями на цапфи мотиля. Мотиль з'єднаний шарніром з шатуном, а цей останній з замком. До остову замка, що має дві щоки, прикріплені на шпильках зовні: замкові важелі, колінчаті важелі; всередині — нижній спуск, коліно (рос. лодыга), курок, запобіжний спуск з його пружиною і бойова пружина. На передню частину замка надіта бойова личинка таким чином, що вона може переміщатися вгору і вниз щодо нього. Рух її вгору обмежений виступом, а вниз — стрижнем. Головка замкових важелів надівається на передній кінець шатуна і при поверненні її на 60° щодо шатуна три секторних виступи його заходять за відповідні виступи головки замкових важелів. Таким чином замкові важелі, а отже, і замок, будуть пов'язані з шатуном. Замок може ковзати своїми виступами уздовж рами в пазах її, утворених ребрами. Виступи рами входять в прорізи на бічних стінках короба. Ці прорізи закриті планками. Вушка на коробі служать для встановлення кулемета на лафеті. Бічні стінки і дно короба складають одне ціле. На внутрішній стороні цих стінок короба на початку і в кінці є пази у вигляді хвоста ластівки. У передні всувається відповідними виступами передня стінка короба, яка складає одне ціле з кожухом, а в задні — потиличник. Передня стінка має два наскрізних канали. У верхній вставлений ствол, а через нижній проходять стріляні гільзи, причому пружина перешкоджає гільзам падати всередину короба. До потиличника прикріплений віссю спусковий важіль, нижній кінець якого пов'язаний шарніром з тягою. Спускова тяга укріплена на дні короба двома заклепками і так, що може трохи переміщатися уздовж короба. Короб закритий відкидною кришкою з засувкою. Кришка має прес, який не дозволяє замку піднятися вгору, коли він своїми ребрами вийде з пазів при відході ствола назад. На лівій боковій стінці короба укріплена на шипах коробка. З передньою стінкою її з'єднана гвинтом спіральна (поворотна) пружина. Гвинт служить для регулювання ступеня натягу пружини. Інший кінець її захоплює своїм гачком за ланцюжок, а ця остання в свою чергу пов'язана з ексцентричним припливом мотиля. Приймач вставлений в прорізи на бічних стінках короба. Він має повзуна з двома пальцями і з п'ятою. На п'яту надітий колінчастий важіль, інший кінець якого заходить у виріз рами. Внизу приймача укріплені ще два пальці, які мають, як і верхні, пружини.

### Робота автоматики кулемета
Дія автоматики кулемета заснована на віддачі затвора і зчепленого з ним ствола під тиском порохових газів. Відкотившись на деяку відстань, затвор і ствол розчіплюються і рухаються незалежно один від одного.
Щоб зробити постріл, треба підняти запобіжний важіль і натиснути на верхній кінець спускового важеля. Тоді тяга відійде назад і своїм виступом поверне нижній спуск, який звільнить коліно. Курок, не стримуваний більше щиколоткою, під дією бойової пружини рушить вперед і розіб'є капсуль патрона. Куля вилітає зі ствола через отвір сталевої пробки надульника. Порохові гази відштовхнуть ствол з рамою назад і вийдуть через отвори надульника. Для збільшення енергії віддачі служить надульник, а також ствол в дульній частині потовщений. Мотиль впирається в ребро і не може піднятися вгору, тому замок при такому положенні мотиля буде рухатися тільки разом з рамою і стволом назад. Якби після пострілу замок був відразу відкинутий пороховими газами від ствола, гільза патрона була б розірвана.
Пружина, на відміну від більшості систем, працює на розтяг, а не на стиск. Ствол з хвостовиком після цього зупиняється, а сполучений з важільною парою затвор («замок») продовжує рух назад, одночасно витягуючи новий патрон із стрічки і стріляну гільзу зі ствола. При накаті рухомої системи вперед новий патрон знижується на лінію ствола і досилається в патронник, а стріляна гільза подається в гільзовивідний канал, розташований нижче ствола. Стріляні гільзи викидаються зі зброї вперед, під стволом. Для реалізації такої схеми подачі дзеркало затвора має Т-подібний вертикальний паз для фланців гільз, і в процесі відкоту-накату переміщається вниз і вгору відповідно.
При русі ствола з рамою назад відбувається наступне: рукоятка мотиля ковзає по ролику (укріплений на осі правої планки) і завдяки своєму обрису опускає мотиль вниз. Цей рух мотиля змусить замок прискорити свій рух щодо рами, при цьому замок буде ковзати уздовж рами ребрами в пазах і відокремиться від ствола. Бойова личинка тримає патрони, що знаходяться в патроннику ствола і в приймачі, захоплюючи своїми ребрами за закраїни патронів. У момент віддачі бойова личинка витягує патрон з приймача і, коли замок відділяється від ствола, стріляну гільзу з патронника. Патрон і гільза утримуються у відповідних місцях личинки засувками з пружинами і не можуть опуститися відносно неї. При опусканні мотиля головка замкових важелів натискає на коліно, а ця остання відводить курок назад. Запобіжний спуск під дією його пружини заскакує своїм виступом за виступ курка. Коліно утримується в відведеному положенні нижнім спуском кулемета. Бойова личинка, ковзаючи по виступах бічних стінок короба своїми виступами, до кінця руху буде опускатися вниз внаслідок власної ваги і під дією пружин, укріплених на кришці короба, поки її виступи не ляжуть на ребра рами. У такому положенні бойової личинки новий патрон буде знаходитися проти патронника, а гільза проти вивідного каналу. При русі рами назад спіральна пружина розтягується і, коли мотиль повертається, ланцюжок навивається на ексцентричний приливок мотиля. Рама при русі назад своїм вирізом повертає колінчастий важіль так, що повзун відходить вправо і його верхні пальці заходять за наступний патрон.

### Схема живлення
Коли віддача закінчилася, спіральна пружина стискається і повертає раму зі стволом в початкове положення. Рукоятка, ковзаючи по ролику, повертає мотиль, через що замок підходить до ствола, новий патрон потрапляє в патронник, а гільза в вивідний канал. Колінчастий важіль, повертаючись, просуває в приймач повзун, а цей останній своїми пальцями посуне стрічку вліво так, що новий патрон потрапляє в гніздо приймача. Перед кінцем руху замка замкові важелі, натискаючи на вирізи, повертають колінчаті важелі, внаслідок чого бойова личинка піднімається в своє верхнє положення і буде утримуватися в ньому пружиною. Бойова личинка, піднімаючись, захопить ребрами за закраїну нового патрона, що лежить в приймальнику, і він утримується засувкою, а той, що знаходиться тепер в патроннику, іншою засувкою. Замкові важелі при подальшому русі замка заскакують у другий виріз колінчастих важелів і, натискаючи на ці останні, досилають замок впритул до ствола. При закінченні руху мотиля головка замкових важелів підніме кінець запобіжного спуску і звільнить курок, який утримується тепер у зведеному положенні тільки нижнім спуском. У той же час рукоятка заскакує за уступ затримки і не може тому відскочити вперед. Натискаючи на кінець спускового важеля, знову зробимо постріл. При безперервному витисканні — стрільба буде тривати також безперервно. Балістичні дані кулемета майже ті ж, що і рушниці.
Набої вставляються в гніздо патронних (парусинових) стрічок, по 450 штук в кожну. Стрічка укладається в патронний ящик. Швидкість стрільби — до 600 пострілів за хвилину. Ствол під час стрільби сильно нагрівається і після 600 пострілів вода в кожусі закипає. До недоліків треба віднести складність механізму і велике число дрібних частин, внаслідок чого можливі затримки під час стрільби від їх несправної дії. Надульник після великого числа пострілів засмічується дрібними частинками оболонки куль, що вилітають разом з пороховими газами, і перешкоджає руху ствола.

## Бойове використання в Першій світовій війні

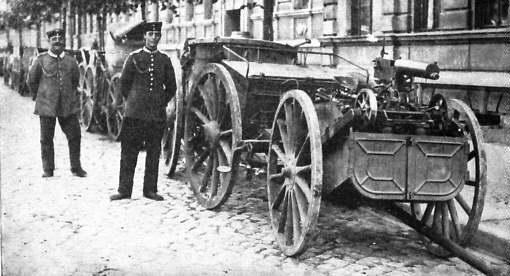
Трофейні російські кулемети Максима зразка 1910 року на кінному лафеті в Берліні

Кулемет Максима був єдиним зразком кулемета, який випускався в Російській імперії під час Першої світової війни. На час оголошення мобілізації, в липні 1914 р., на озброєнні російської армії налічувалося 4157 кулеметів (для задоволення планової потреби військ не вистачало 833 кулеметів). Після початку війни, військове міністерство віддало розпорядження збільшити випуск кулеметів, але впоратися із завданням постачання армії кулеметами було дуже важко, так як в Росії кулемети виготовлялися в недостатній кількості, а всі закордонні кулеметні заводи були завантажені до межі. В цілому, в ході війни російська промисловість випустила для армії 27 571 кулемет (828 шт. у другому півріччі 1914 року, 4 251 шт. — у 1915 році, 11 072 шт. — у 1916 році, 11 420 шт. — у 1917 році) , але обсяги виробництва були недостатніми і не могли забезпечити потреби армії.
У 1915 році взяли на озброєння і почали випуск спрощеного кулеметного станка системи Колеснікова зразка 1915 року.

## Бойове використання у Громадянській війні

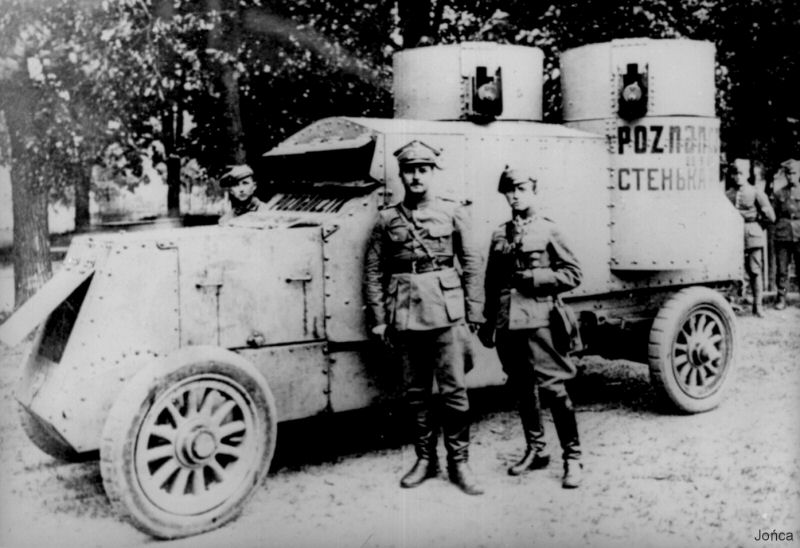
Бронеавтомобіль Остін-Путіловець з встановленими в баштах кулеметами Максима зразка 1910 року.

У період Громадянської війни кулемет Максима зразка 1910 року був основним типом кулемета Червоної армії. Крім кулеметів зі складів російської армії і трофеїв, захоплених в ході бойових дій, в 1918-1920 роки на збройових заводах Радянської Росії для РСЧА було випущено 21 тис. нових кулеметів зразка 1910 року, ще кілька тисяч було відремонтовано
У Громадянській війні набула поширення тачанка - ресорний візок з кулеметом, направленим назад, яка використовувалася як для пересування, так і для ведення вогню безпосередньо на полі бою. Особливою популярністю тачанки користувалися у махновців.

### У 1920-1930-ті роки в СРСР

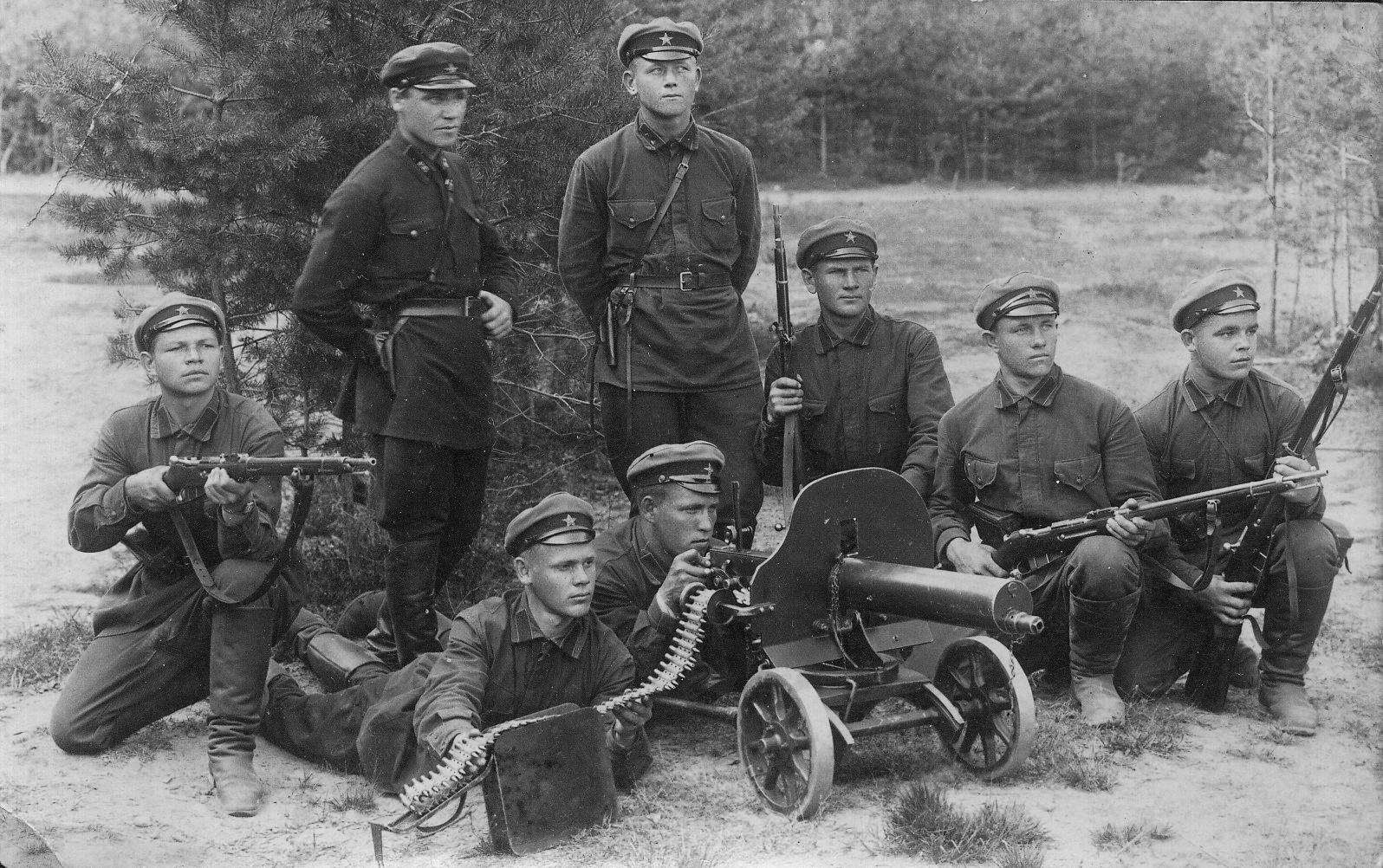
Бійці і командири РСЧА з кулеметом Максима, кінець 1920-х - початок 1930-х

У 1920-ті роки на основі конструкції кулемета в СРСР були розроблені нові зразки зброї: ручний кулемет Максима-Токарєва і авіакулемет ПВ-1.
У 1928 році була розроблена і прийнята на озброєння зенітна тринога зразка 1928 року системи М. Н. Кондакова. Крім того, в 1928 році почалася розробка зчетвереної зенітно-кулеметної установки Максима. У 1929 році на озброєння РСЧА був прийнятий зенітний кільцевий приціл зразка 1929 року.
У 1935 році були встановлені нові штати стрілецької дивізії РСЧА, відповідно до яких кількість станкових кулеметів Максима в дивізії було кілька зменшено (з 189 до 180 шт.), А кількість ручних кулеметів - збільшено (з 81 шт. до 350 шт.)
Вартість одного кулемета «Максим» на станку Соколова (з комплектом ЗІП) в 1939 році становила 2635 рублів; вартість кулемета «Максим» на універсальному станку (з комплектом ЗІП) — 5960 рублів; вартість 250—патронної стрічки — 19 рублів. 
Навесні 1941 року, відповідно до штату стрілецької дивізії РСЧА № 04/400-416 від 5 квітня 1941 р. штатна кількість станкових кулеметів «Максим» була зменшена до 166 шт., а кількість зенітних кулеметів — збільшена (до 24 шт. 7,62 мм комплексних зенітних кулеметів і 9 шт. 12,7 мм кулеметів ДШК).

### Кулемет Максима зразка 1910/1930 року
В ході бойового застосування кулемета Максима стало ясно, що в більшості випадків вогонь ведеться на дистанції від 800 до 1000 метрів, а на такій дальності немає помітної відмінності в траєкторії легкої і важкої куль.
У 1930 році кулемет був знову модернізований. Модернізацію провели П. П. Третьяков, І. А. Пастухов, К. Н. Руднєв і А. А. Троненко. У конструкцію були внесені наступні зміни:
- встановлено відкидний потиличник, в зв'язку з чим змінилися права і ліва засувки і з'єднання спускного важеля і тяги[2]
- запобіжник перенесений на спусковий гачок, що позбавляє від необхідності діяти двома руками при відкритті вогню
- встановлений покажчик натягу поворотної пружини
- змінений приціл, введена стійка і хомутик з засувкою, на цілику бічних поправок збільшена шкала[2]
- з'явився буфер - тримач для щита, прикріплений до кожуха кулемета
- введений окремий бойок до ударника
- для стрільби на далекі дистанції і з закритих позицій введена важка куля зразку 1930 року, оптичний приціл і кутомір — квадрант[2]
- для більшої міцності кожух ствола виконується з поздовжним рифленням

Модернізований кулемет отримав назву «7,62 мм станковий кулемет системи Максима зразка 1910/30 року». У 1931 році були розроблені і прийняті на озброєння більш досконалий універсальний кулеметний станок зразка 1931 року системи С. В. Владимирова і станок ПС-31 для довготривалих вогневих точок.
До кінця 1930-х років конструкція кулемета була морально застарілою, перш за все через велику вагу і розмір.
22 вересня 1939 року на озброєння РККА був прийнятий «7,62 мм станковий кулемет зразка 1939 р. ДС—39 », який призначався для заміни кулеметів Максима. Однак експлуатація ДС—39 у військах виявила недоліки конструкції, а також ненадійність роботи автоматики при використанні патронів з латунною гільзою (для надійної роботи автоматики ДС—39 вимагав патрони зі сталевою гільзою).
В ході Фінської війни 1939—1940 рр. бойові можливості кулемета Максима намагалися підвищити не тільки конструктори і виробники, але і безпосередньо у військах. У зимовий час кулемет встановлювали на лижі, санки або човни—волокуші, на яких кулемет переміщали по снігу і з яких при необхідності вели вогонь. Крім того, взимку 1939—1940 року були відзначені випадки, коли посаджені на броню танків кулеметники встановлювали кулемети Максима на даху танкових башт і вели вогонь по противнику, підтримуючи піхоту.
У 1940 році в кожусі водяного охолодження ствола для швидкої зміни води, водоналивний отвір малого діаметра було замінено широкою горловиною. Це нововведення було запозичене у фінського Максима (Maxim M32-33) і дозволяло вирішити проблему відсутності у розрахунку доступу до охолоджуючої рідини в зимовий час, тепер кожух можна було наповнювати льодом і снігом.
Після початку німецько-радянської війни, в червні 1941 року ДС—39 був знятий з виробництва і підприємствам було наказано відновити згорнуте виробництво кулеметів Максима.
У червні 1941 року на Тульському збройовому заводі під керівництвом головного інженера А. А. Троненкова інженери І. Е. Лубенець і Ю. А. Казарін почали заключну модернізацію (з метою підвищити технологічність виробництва), в ході якої «Максим» був оснащений спрощеним прицільним приладом (з однією прицільною планкою замість двох, які раніше замінялися в залежності від стрільби легкою або важкою кулею), зі станка кулемета було знято кріплення для оптичного прицілу.

## Кулемет Максима як засіб військової ППО
На основі конструкції кулемета були розроблені одинарні, спарені і зчетверені зенітні кулеметні установки, які були найпоширенішою зброєю армійської ППО. Наприклад, зчетверена зенітно-кулеметна установка М4 зразка 1931 року відрізнялася від звичайного кулемета Максима наявністю пристрою примусової циркуляції води, більшою ємністю кулеметних стрічок (на 1000 патронів замість звичайних 250) і зенітним кільцевим прицілом. Установка призначалася для ведення вогню по літаках противника (на висотах до 1400 м при швидкості до 500 км/год). Установка М4 широко застосовувалася як стаціонарна, самохідна, корабельна, встановлювалася в кузовах автомашин, бронепоїздах, залізничних платформах, на дахах будівель.
Спарені і зчетверені установки кулеметів Максима успішно використовувалися також для ведення вогню по наземних цілях (зокрема, для відбиття піхотних атак противника). Так, у ході фінської війни 1939—1940 років частини 34—ї танкової бригади РСЧА, що потрапили в оточення в районі Лемітте—Уомас успішно відбили кілька атак фінської піхоти, використовуючи як рухомі вогневі точки дві спарені установки зенітних кулеметів Максима, встановлені на полуторках.

## Застосування у Другій світовій війні
Кулемет Максима активно застосовувався у Другій світовій війні. Він перебував на озброєнні піхотних і гірськострілецьких військ, прикордонників, флоту, встановлювався на бронепоїзди, джипи «Вілліс» і ГАЗ-64.
У травні 1942 року, відповідно до розпорядження наркому озброєння СРСР Д. Ф. Устинова, був оголошений конкурс на розробку нової конструкції станкового кулемета для РСЧА (на заміну кулемета Максима зразка 1910/30 р.
15 травня 1943 року на озброєння РСЧА був прийнятий станковий кулемет системи Горюнова СГ-43 з повітряною системою охолодження ствола, який почав надходити у війська в червні 1943 року. Але кулемет Максима продовжував випускатися до кінця війни на Тульському і Іжевському заводах, і до її завершення він був основним станковим кулеметом Радянської Армії.

## Оператори

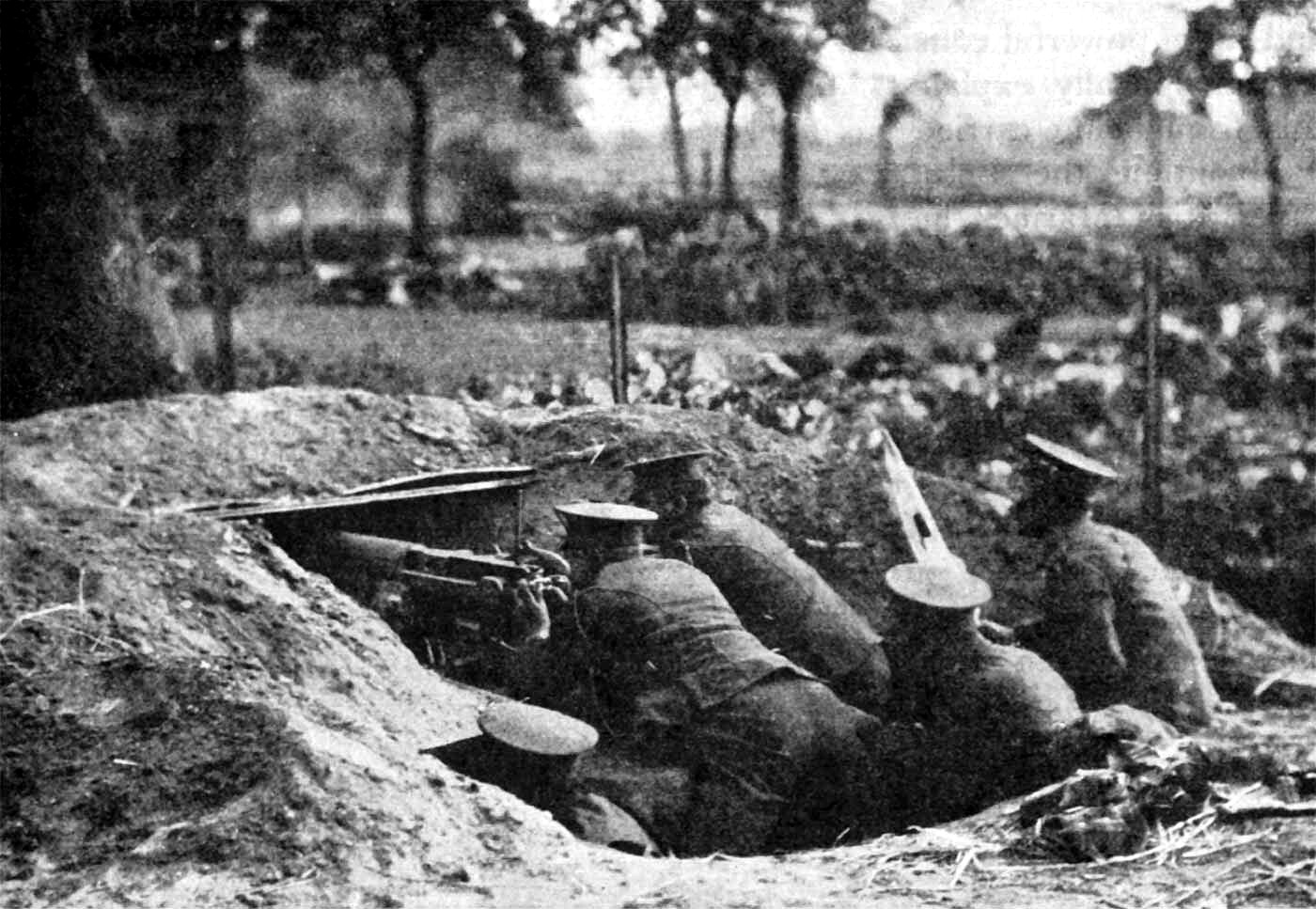
Маскування кулеметної позиції. 1915 р.

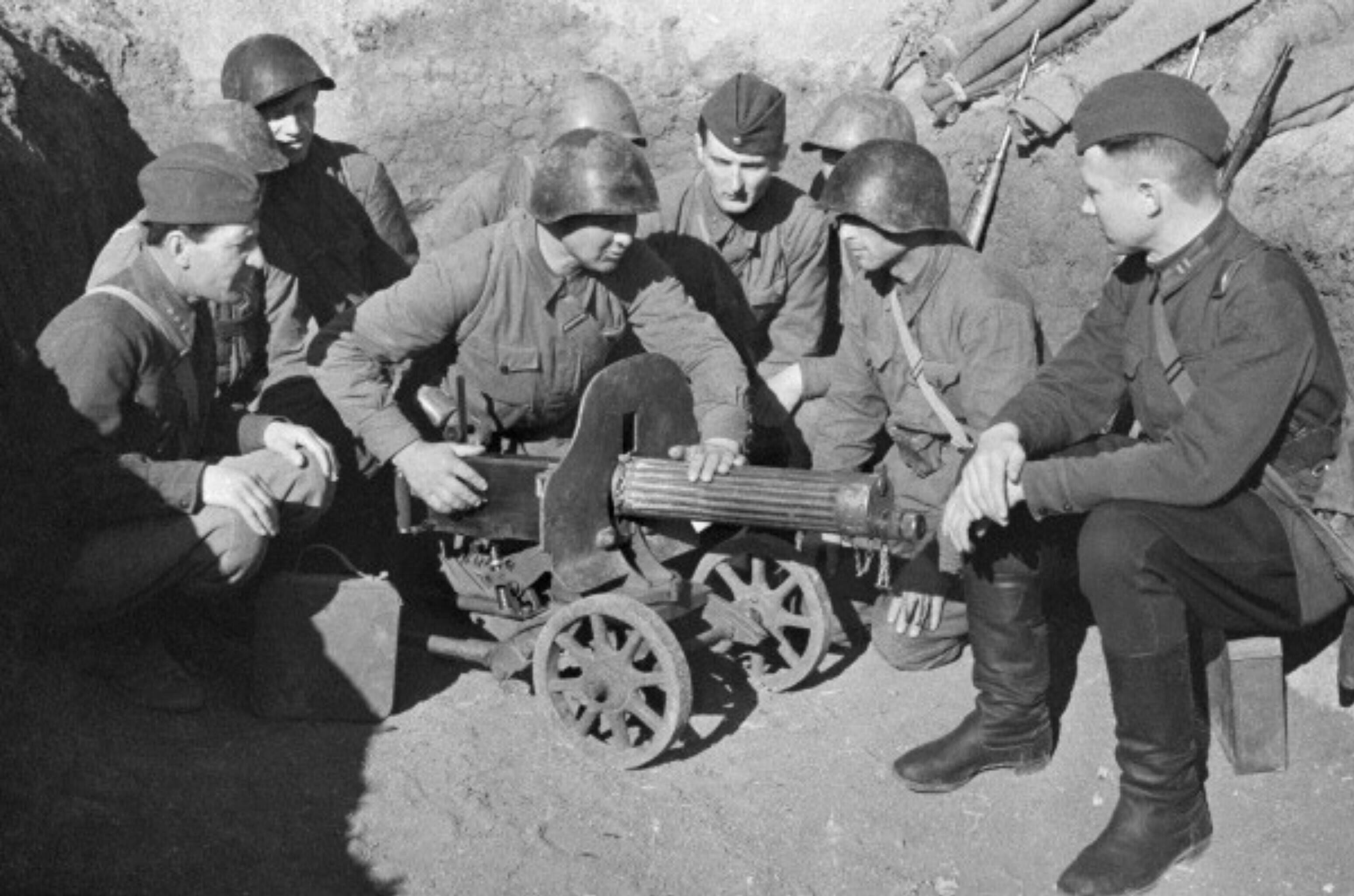
Кримський фронт, 1942

- Російська імперія: основний кулемет на озброєнні армії.
- Німецька імперія: трофейні кулемети використовувалися в ході Першої світової війни.
- СРСР
- Польща (Польська Республіка): в 1918-1920 роках кілька російських кулеметів Максима зразка 1910 року (під назвою Maxim wz. 1910) були на озброєнні польської армії; після того, як у 1922 році як штатний гвинтівково-кулеметний боєприпас був прийнятий патрон 7,92×57 мм, деяка кількість кулеметів була перероблена під цей патрон, вони отримали найменування Maxim wz. 1910/28.
- Фінляндія: після проголошення незалежності Фінляндії в 1918 році, до 600 7,62-мм кулеметів Максима зразка 1910 року надійшло на озброєння підрозділів фінської армії, ще 163 продала Німеччина; вони використовувалися під назвою Maxim m/1910, в 1920-ті роки кулемети закуповували за кордоном (так, в 1924 році - 405 шт. закупили в Польщі); в 1932 році на озброєння був прийнятий модернізований кулемет Maxim M/32-33 з живленням від металевої стрічки[19], частину кулеметів, встановлених в дотах, оснащували примусовим водяним охолодженням ствола. До зими 1939 року кулемети Максима різних модифікацій як і раніше складали основну частину станкових кулеметів фінської армії. Вони застосовувалися в Радянсько-фінській війні 1939-1940 рр.[20] и «війні-продовженні» 1941-1944[21].
- Республіка Китай в 1918-1922 рр. деяку кількість російських кулеметів «Максим» зразка 1910 р. надійшло на озброєння воєнізованих формувань в Китаї (зокрема, Чжан Цзолінь отримав їх у білоемігрантів, які відступили до північного Китаю).
[22]
- Болгарія (Третє Болгарське царство): в 1921-1923 рр. деяку кількість російських 7,62-мм кулеметів Максима зразка 1910 року надійшло в розпорядження болгарської армії після роззброєння частин армії Врангеля, які прибули до Болгарії .
- Друга Іспанська республіка: після початку в 1936 році війни в Іспанії, 3221 кулемет був закуплений урядом Іспанської республіки[23].
- Монголія
- Третій Рейх: трофейні радянські кулемети Максима (під найменуванням MG 216 (r)) застосовувалися вермахтом і надходили на озброєння воєнізованих і охоронно-поліцейських формувань на окупованій території СРСР.
- Чехословаччина: в січні 1942 року перші 12 кулеметів Максима отримав 1-й чехословацький окремий піхотний батальйон, а в подальшому — і інші чехословацькі частини[24].
- Польща (ПНР): в 1943 році радянські кулемети отримала 1-ша польська піхотна дивізія імені Т. Костюшка, а пізніше — і інші польські частини.
- Україна: станом на 15 серпня 2011 року, на зберіганні міністерства оборони було 35 000 шт. кулеметів[25]; 8—9 жовтня 2014 відмічено використання добровольчими батальйонами у ході боїв за Донецький аеропорт[26], на початку грудня 2014 ще один кулемет було вилучено співробітниками СБУ у прибічників терористичної організації ДНР в районі Слов'янська[27]. Кулемети «Максим» зразка 1910 року (випущені у 1944 році) видавалися частинам ЗСУ, які брали участь у війні на Донбасі[28].

## У культурі та мистецтві
Кулемет Максима згадується в багатьох творах про події Першої світової, Громадянської війни в Росії (фільми «Тринадцять», «Чапаєв» тощо) та Другої світової війни.

## Цивільна версія
У 2013 році кулемет Максима, без функції ведення автоматичного вогню, сертифікований в Росії як мисливська нарізна зброя, продається за ліцензією.